# Ніколаос Гізіс

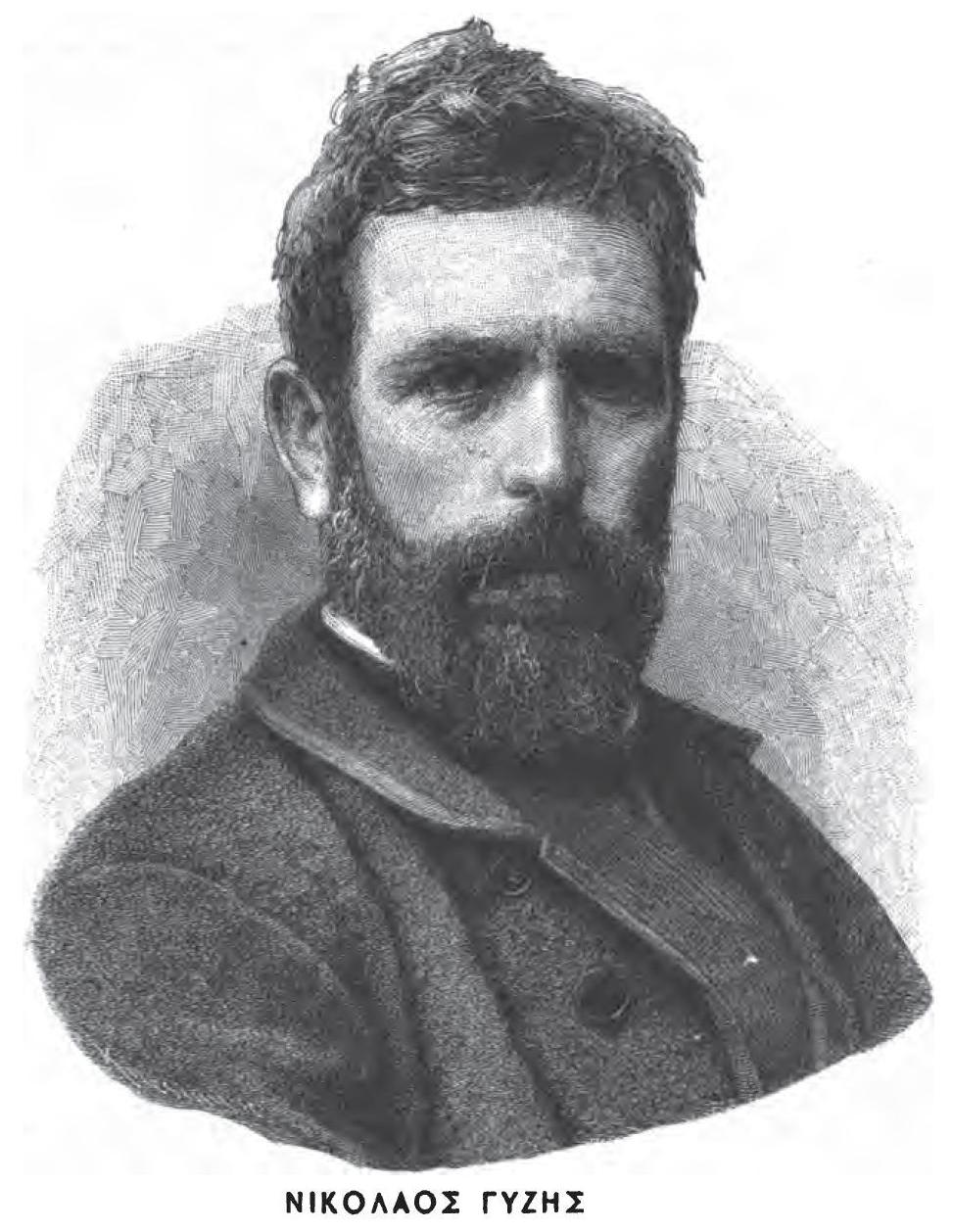
Ніколаос Гізіс, портрет роботи Павлоса Діомедіса, 1894 рік

Ніколаос Гізіс (грец. Νικόλαος Γύζης, 1 березня 1842, Тінос — 22 грудня 1900, Мюнхен) — грецький художник, головний представник Мюнхенської школи та грецького живопису 19 століття.

## Біографія
Ніколаос Гізіс народився 1842 року на острові Тінос. 1850 року разом з родиною переїхав в Афіни. Навчався в Афінській школі витончених мистецтв сформувало його як митця і допомогло розвинутись природженому таланту. 1865 року він отримав стипендію і для продовження освіти поїхав в Мюнхен, вступив до Мюнхенської академії витончених мистецтв, що вважалася в другій половині ХІХ століття однією з найкращих в Європі.
В Мюнхені Гізіс проведе решту свого життя. Він дуже швидко влився у мистецьке життя міста і став одним з провідних митців свого часу, так званої, Мюнхенської школи. 1869 року в Мюнхен для участі у міжнародній виставці приїхав французький живописець і графік Густав Курбе, і Гізіс мав змогу познайомитися із сучасним французьким живописом. Все це знайшло своє відображення в картинах «Проголошення Перемоги 1871 року», яка стосується подій Французько-прусської війни, і «Апофеоз, або Тріумф Баварії».

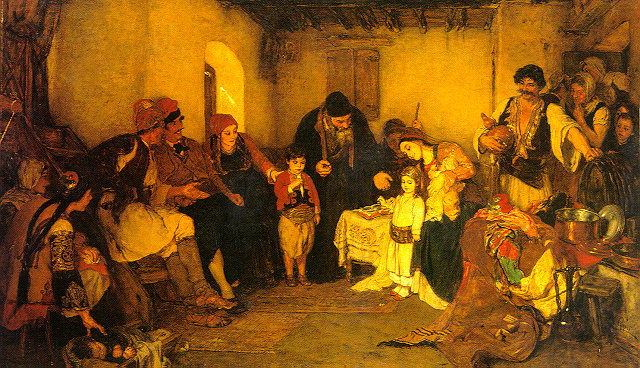
«Заручини», Національна художня галерея Греції

1872 року він повертається на нетривалий час до Греції, живе в Афінах, де його приймають як вже визнаного майстра. 1873 року він здійснює подорож до Малої Азії, після чого знову їде до Мюнхена, де з 1882 року викладає в Академії мистецтв. Хоча Гізіс ще двічі відвідав батьківщину, його постійним місцем проживання залишається Мюнхен. 1878 року він завоював медаль третього ступеня на паризькій Всесвітній виставці за полотно «Заручини». До цього періоду належить і картина «Зруйнування Псари». 1888 року він удостоєний звання професора Мюнхенської академії витончених мистецтв.
Тематика робіт Гізіса надзвичайно різноманітна: він писав пейзажі, натюрморти, портрети, плакати, створював книжкові ілюстрації та карикатури, писав картини на міфологічну, історичну, релігійну та алегоричну тематику. Однак в останні роки життя художник все більше тяжів до зображення сцен релігійної тематики. Найкраща робота цього періоду «Тріумф релігії». Картина Гізіса «Таємна школа» була зображена на реверсі банкноти номіналом в 200 грецьких драхм, що перебувала в обігу в період 1996—2001 років.
Роботи Ніколаоса Гізіса зберігаються в багатьох державних музеях і приватних колекціях світу, зокрема в Національній художній галереї Греції.

## Галерея робіт

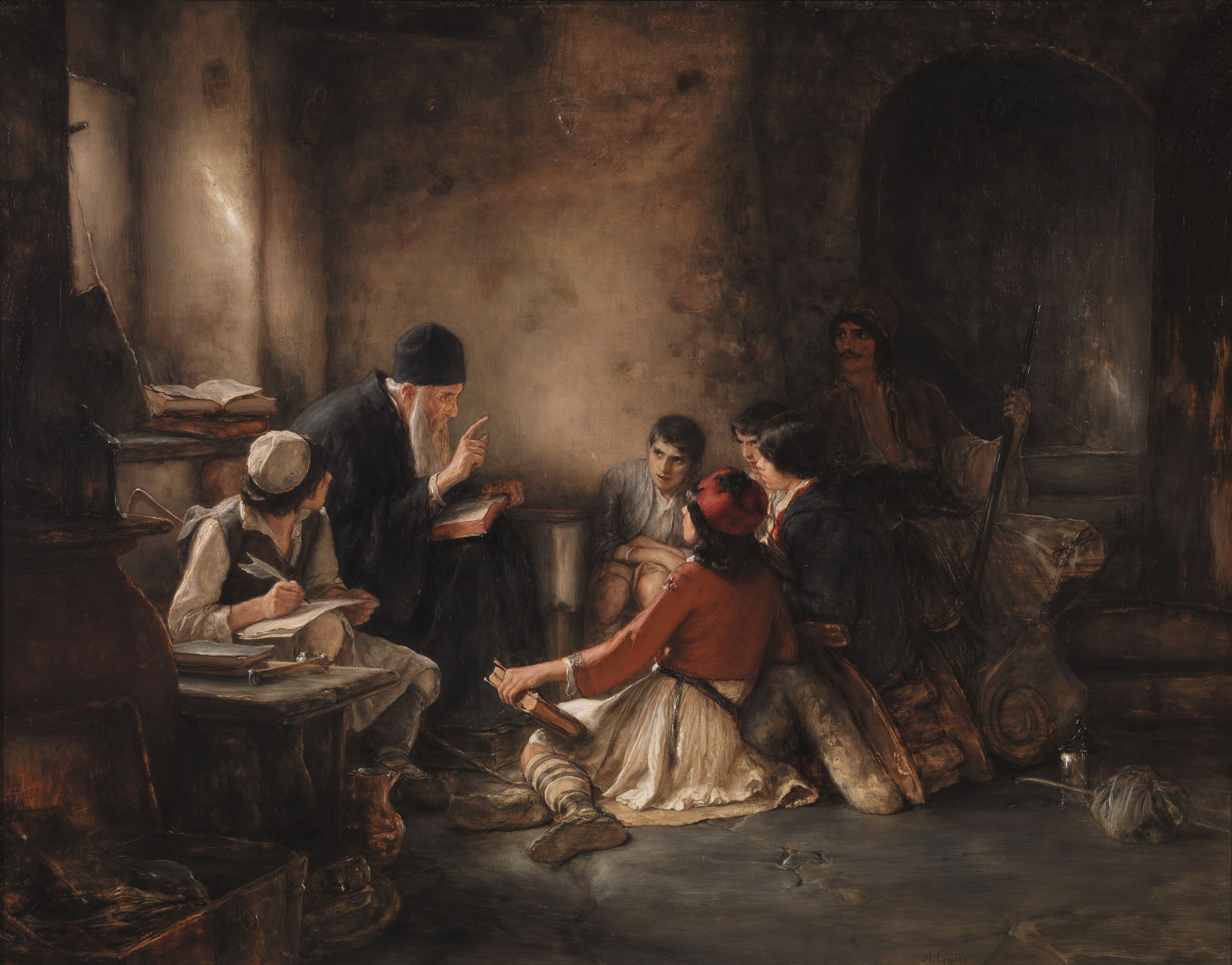
«Таємна школа»
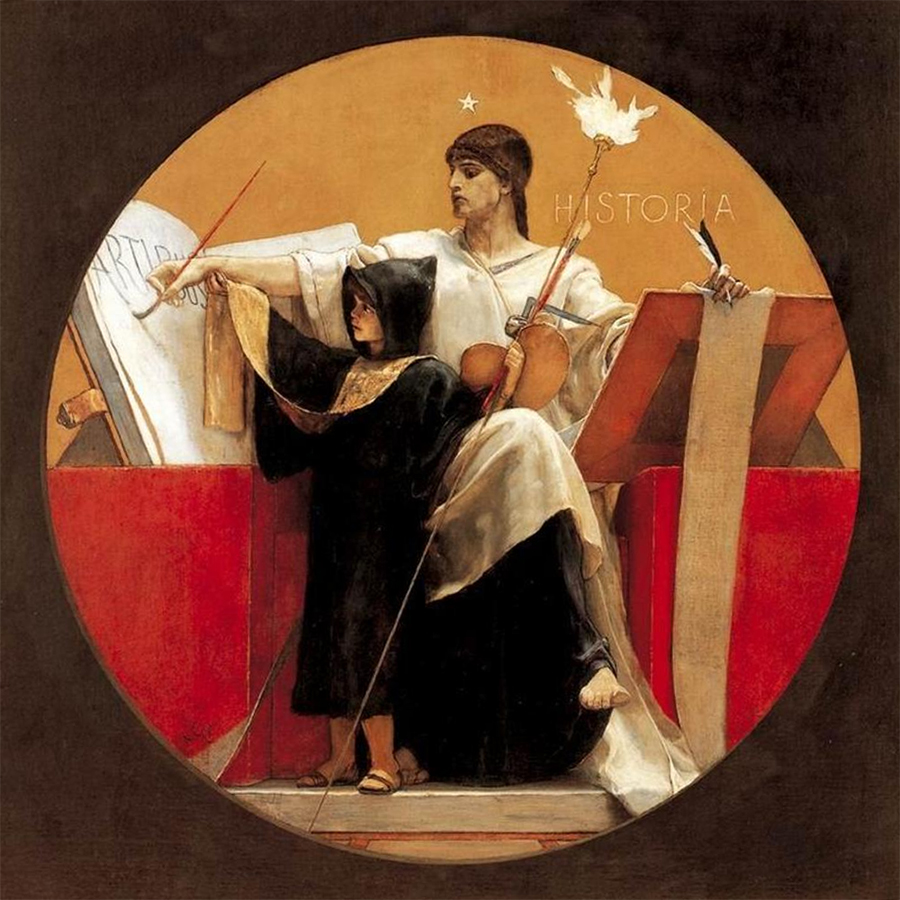
«Алегорія історії»
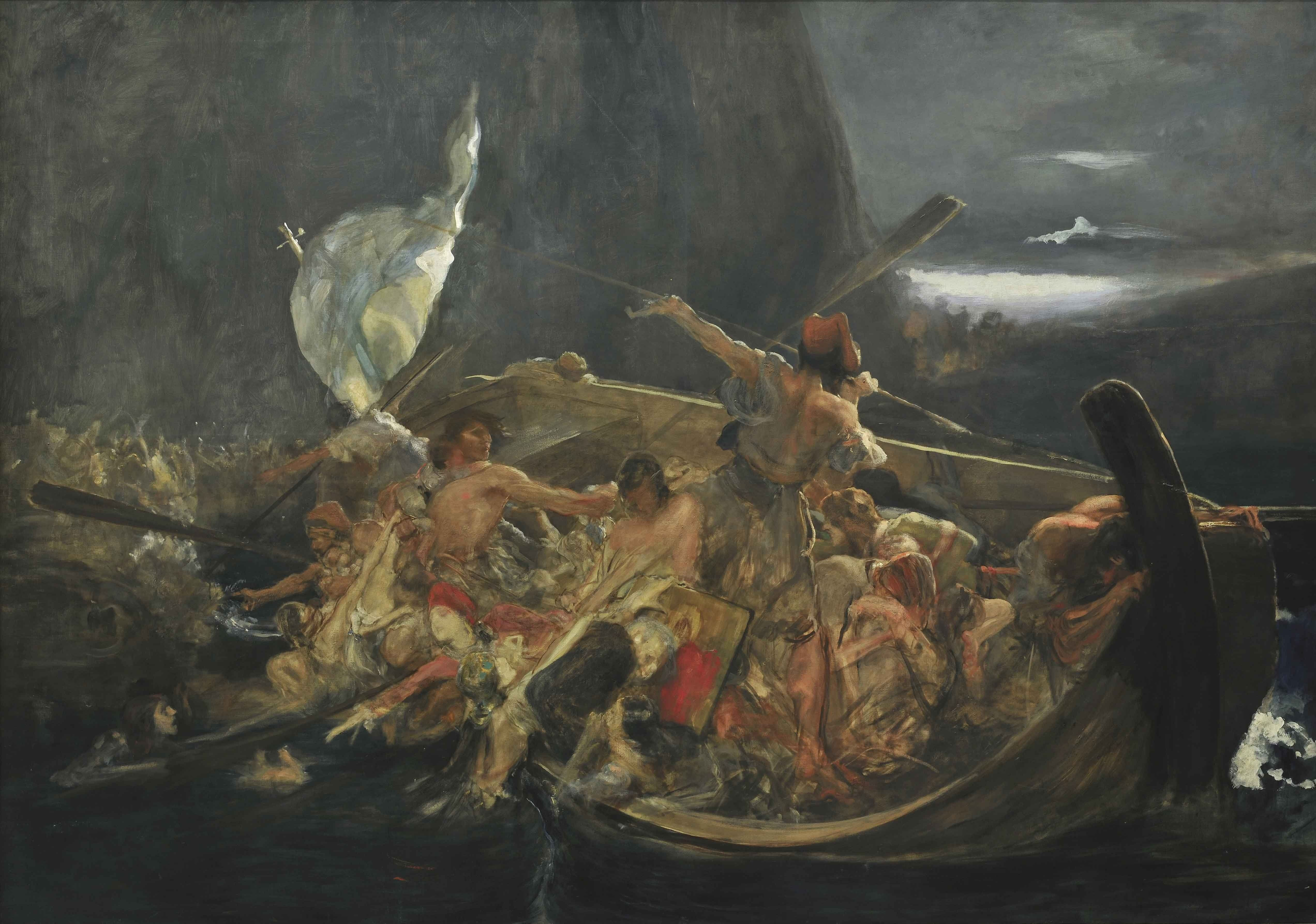
«Зруйнування Псари»
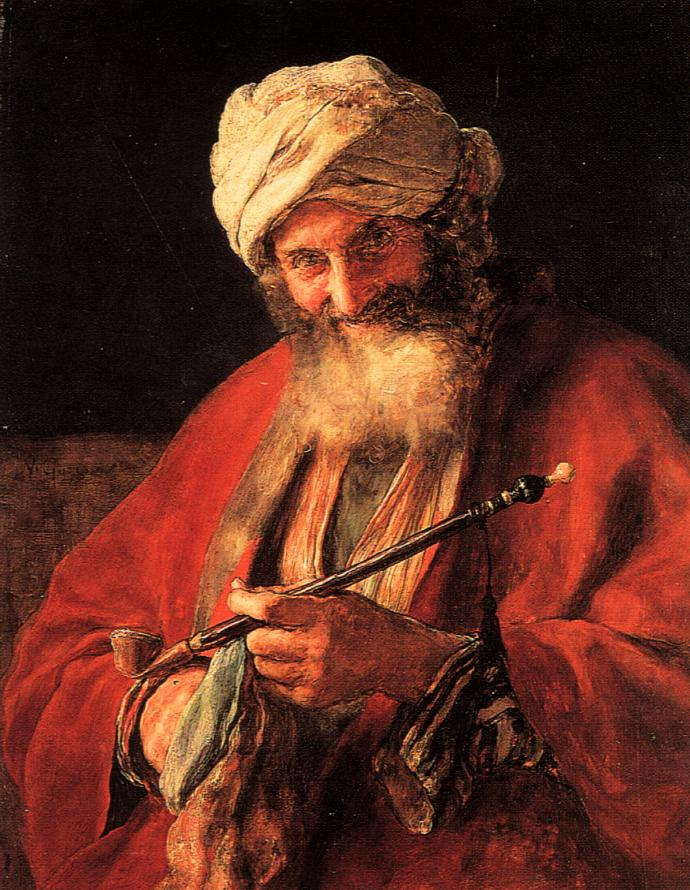
«Східний чоловік з люлькою»